# Seznam dílů seriálu Empire
Toto je seznam dílů seriálu Empire. Americký dramatický televizní seriál Empire vysílala stanice Fox od 7. ledna 2015 do 21. dubna 2020.

## Přehled řad
| Řada | Díly | Premiéra v USA | Premiéra v USA  |
| Řada | Díly | První díl      | Poslední díl    |
| ---- | ---- | -------------- | --------------- |
| 1    | 12   | 7. ledna 2015  | 18. března 2015 |
| 2    | 18   | 23. září 2015  | 18. května 2016 |
| 3    | 18   | 21. září 2016  | 24. května 2017 |
| 4    | 18   | 27. září 2017  | 23. května 2018 |
| 5    | 18   | 26. září 2018  | 8. května 2019  |
| 6    | 18   | 24. září 2019  | 21. dubna 2020  |

## Seznam dílů

### První řada (2015)
| Č. v seriálu | Č. v řadě | Původní název              | Režie              | Scénář                       | Premiéra v USA  |
| ------------ | --------- | -------------------------- | ------------------ | ---------------------------- | --------------- |
| 1            | 1         | Pilot                      | Lee Daniels        | Lee Daniels a Danny Strong   | 7. ledna 2015   |
| 2            | 2         | The Outspoken King         | Lee Daniels        | Danny Strong a Ilene Chaiken | 14. ledna 2015  |
| 3            | 3         | The Devil Quotes Scripture | Sanaa Hamri        | Ilene Chaiken a Joshua Allen | 21. ledna 2015  |
| 4            | 4         | False Imposition           | Rosemary Rodriguez | Wendy Calhoun                | 28. ledna 2015  |
| 5            | 5         | Dangerous Bonds            | John Singleton     | Malcolm Spellman             | 4. února 2015   |
| 6            | 6         | Out, Damned Spot           | Michael Engler     | Eric Haywood                 | 11. února 2015  |
| 7            | 7         | Our Dancing Days           | Sanaa Hamri        | Attica Locke                 | 18. února 2015  |
| 8            | 8         | The Lyon's Roar            | Danny Strong       | Danny Strong                 | 25. února 2015  |
| 9            | 9         | Unto the Breach            | Anthony Hemingway  | David Rambo                  | 4. března 2015  |
| 10           | 10        | Sins of the Father         | Rob Hardy          | Eddie Gonzalez a Jeremy Haft | 11. března 2015 |
| 11           | 11        | Die But Once               | Mario Van Peebles  | Ilene Chaiken                | 18. března 2015 |
| 12           | 12        | Who I Am                   | Debbie Allen       | Danny Strong a Ilene Chaiken | 18. března 2015 |

### Druhá řada (2015–2016)
| Č. v seriálu | Č. v řadě | Původní název                | Režie             | Scénář                               | Premiéra v USA     |
| ------------ | --------- | ---------------------------- | ----------------- | ------------------------------------ | ------------------ |
| 13           | 1         | The Devils Are Here          | Lee Daniels       | Danny Strong a Ilene Chaiken         | 23. září 2015      |
| 14           | 2         | Without a Country            | Dee Rees          | Carlito Rodriguez                    | 30. září 2015      |
| 15           | 3         | Fires of Heaven              | Craig Brewer      | Attica Locke                         | 7. října 2015      |
| 16           | 4         | Poor Yorick                  | Danny Strong      | Danny Strong                         | 14. října 2015     |
| 17           | 5         | Be True                      | Kevin Bray        | Wendy Calhoun a Janeika James        | 21. října 2015     |
| 18           | 6         | A High Hope for a Low Heaven | Mario Van Peebles | Robert Munic                         | 4. listopadu 2015  |
| 19           | 7         | True Love Never              | Sylvain White     | Ingrid Escajeda                      | 11. listopadu 2015 |
| 20           | 8         | My Bad Parts                 | Sanaa Hamri       | Malcolm Spellman                     | 18. listopadu 2015 |
| 21           | 9         | Sinned Against               | Paul McCrane      | Eric Haywood                         | 25. listopadu 2015 |
| 22           | 10        | Et Tu, Brute?                | Sanaa Hamri       | Radha Blank                          | 2. prosince 2015   |
| 23           | 11        | Death Will Have His Day      | Danny Strong      | Danny Strong                         | 30. března 2016    |
| 24           | 12        | A Rose by Any Other Name     | Michael Engler    | Ilene Chaiken                        | 6. dubna 2016      |
| 25           | 13        | The Tameness of a Wolf       | Paris Barclay     | Attica Locke a Joshua Allen          | 13. dubna 2016     |
| 26           | 14        | Time Shall Unfold            | Cherien Dabis     | Ayanna Floyd Davis                   | 20. dubna 2016     |
| 27           | 15        | More Than Kin                | Sanaa Hamri       | Eric Haywood a Malcolm Spellman      | 27. dubna 2016     |
| 28           | 16        | The Lyon Who Cried Wolf      | Millicent Shelton | Joshua Allen                         | 4. května 2016     |
| 29           | 17        | Rise by Sin                  | Paul McCrane      | Ayanna Floyd Davis a Jamie Rosengard | 11. května 2016    |
| 30           | 18        | Past Is Prologue             | Sanaa Hamri       | Lee Daniels a Ilene Chaiken          | 18. května 2016    |

### Třetí řada (2016–2017)
| Č. v seriálu | Č. v řadě | Původní název           | Režie             | Scénář                                                         | Premiéra v USA     |
| ------------ | --------- | ----------------------- | ----------------- | -------------------------------------------------------------- | ------------------ |
| 31           | 1         | Light in Darkness       | Sanaa Hamri       | Malcolm Spellman a Joshua Allen                                | 21. září 2016      |
| 32           | 2         | Sin That Amends         | Craig Brewer      | Cherien Dabis a Carlito Rodriguez                              | 28. září 2016      |
| 33           | 3         | What Remains Is Bestial | Millicent Shelton | Diane Ademu-John a Eric Haywood                                | 5. října 2016      |
| 34           | 4         | Cupid Kills             | Hanelle Culpepper | Matt Pyken a Attica Locke                                      | 12. října 2016     |
| 35           | 5         | One Before Another      | Mario Van Peebles | Joshua Allen a Carlito Rodriguez                               | 9. listopadu 2016  |
| 36           | 6         | Chimes at Midnight      | Sanaa Hamri       | Cherien Dabis a Eric Haywood                                   | 16. listopadu 2016 |
| 37           | 7         | What We May Be          | Kevin Bray        | Diane Ademu-John a Malcom Spellman                             | 30. listopadu 2016 |
| 38           | 8         | The Unkindest Cut       | Dennie Gordon     | Attica Locke a Jamie Rosengard                                 | 7. prosince 2016   |
| 39           | 9         | A Furnace for Your Foe  | Sanaa Hamri       | Ilene Chaiken a Matt Pyken                                     | 14. prosince 2016  |
| 40           | 10        | Sound and Fury          | Craig Brewer      | Eric Haywood a Carlito Rodriguez                               | 22. března 2017    |
| 41           | 11        | Play On                 | Benny Boom        | námět: Malcolm Spellman scénář: Janeika James a Jasheika James | 29. března 2017    |
| 42           | 12        | Strange Bedfellows      | Bille Woodruff    | Matt Pyken a Attica Locke                                      | 5. dubna 2017      |
| 43           | 13        | My Naked Villainy       | Cherien Dabis     | Joshua Allen a Jamie Rosengard                                 | 12. dubna 2017     |
| 44           | 14        | Love is a Smoke         | Tricia Brock      | Diane Ademu-John a Cherien Dabis                               | 26. dubna 2017     |
| 45           | 15        | Civil Hands Unclean     | Howard Deutch     | Ilene Chaiken a Carlito Rodriguez                              | 3. května 2017     |
| 46           | 16        | Absent Child            | Millicent Shelton | Attica Locke a Malcolm Spellman                                | 10. května 2017    |
| 47           | 17        | Toll & Trouble (Part 1) | Craig Brewer      | Diane Ademu-John a Eric Haywood                                | 17. května 2017    |
| 48           | 18        | Toll & Trouble (Part 2) | Sanaa Hamri       | Ilene Chaiken a Joshua Allen                                   | 24. května 2017    |

### Čtvrtá řada (2017–2018)
| Č. v seriálu | Č. v řadě | Původní název                   | Režie                     | Scénář                                                         | Premiéra v USA     |
| ------------ | --------- | ------------------------------- | ------------------------- | -------------------------------------------------------------- | ------------------ |
| 49           | 1         | Noble Memory                    | Sanaa Hamri               | Brett Mahoney                                                  | 27. září 2017      |
| 50           | 2         | Full Circle                     | Craig Brewer              | Craig Brewer a Eric Haywood                                    | 4. října 2017      |
| 51           | 3         | Evil Manners                    | Bille Woodruff            | Matt Pyken a Carlito Rodriguez                                 | 11. října 2017     |
| 52           | 4         | Bleeding War                    | Sanaa Hamri               | Diane Ademu-John a Jamie Rosengard                             | 18. října 2017     |
| 53           | 5         | The Fool                        | Howie Deutch              | Janeika James a Jasheika James                                 | 8. listopadu 2017  |
| 54           | 6         | Fortune Be Not Crost            | Sanaa Hamri               | Joshua Allen a Dianne Houston                                  | 15. listopadu 2017 |
| 55           | 7         | The Lady Doth Protest           | Karen Gaviola             | Matt Pyken a Eric Haywood                                      | 29. listopadu 2017 |
| 56           | 8         | Cupid Painted Blind             | Elizabeth Allen Rosenbaum | Diane Ademu-John a Carlito Rodriguez                           | 6. prosince 2017   |
| 57           | 9         | Slave to Memory                 | Sanaa Hamri               | Joshua Allen a Dianne Houston                                  | 13. prosince 2017  |
| 58           | 10        | Birds in the Cage               | Craig Brewer              | Craig Brewer                                                   | 28. března 2018    |
| 59           | 11        | Without Apology                 | Dianne Houston            | Matt Pyken a Joshua Allen                                      | 4. dubna 2018      |
| 60           | 12        | Sweet Sorrow                    | Eric Haywood              | Eric Haywood a Jamie Rosengard                                 | 11. dubna 2018     |
| 61           | 13        | Of Hardiness is Mother          | Craig Brewer              | Dianne Houston a Carlito Rodriguez                             | 18. dubna 2018     |
| 62           | 14        | False Face                      | Millicent Shelton         | námět: Diane Ademu-John scénář: Janeika James a Jasheika James | 25. dubna 2018     |
| 63           | 15        | A Lean and Hungry Look          | Bille Woodruff            | Matt Pyken a Joshua Allen                                      | 2. května 2018     |
| 64           | 16        | Fair Terms                      | Jussie Smollett           | Dianne Houston a Jamie Rosengard                               | 9. května 2018     |
| 65           | 17        | Bloody Noses and Crack'd Crowns | Howard Deutch             | Carlito Rodriguez                                              | 16. května 2018    |
| 66           | 18        | The Empire Unpossess'd          | Craig Brewer              | Brett Mahoney a Joshua Allen                                   | 23. května 2018    |

### Pátá řada (2018–2019)
| Č. v seriálu | Č. v řadě | Původní název                          | Režie                     | Scénář                                           | Premiéra v USA     |
| ------------ | --------- | -------------------------------------- | ------------------------- | ------------------------------------------------ | ------------------ |
| 67           | 1         | Steal From the Thief                   | Sanaa Hamri               | Brett Mahoney a Dianne Houston                   | 26. září 2018      |
| 68           | 2         | Pay For Their Presumptions             | John Krokidas             | Yolonda E. Lawrence a Carlito Rodriguez          | 3. října 2018      |
| 69           | 3         | Pride                                  | Clement Virgo             | Diane Ademu-John a Joshua Allen                  | 10. října 2018     |
| 70           | 4         | Love All, Trust a Few                  | Mario Van Peebles         | Matt Pyken a Cameron Johnson                     | 17. října 2018     |
| 71           | 5         | The Depth of Grief                     | Elizabeth Allen Rosenbaum | Janeika James & Jasheika James & Jamie Rosengard | 31. října 2018     |
| 72           | 6         | What is Done                           | Jussie Smollett           | Felicia D. Henderson a Thomas Westfall           | 7. listopadu 2018  |
| 73           | 7         | Treasons, Stratagems, and Spoils       | Tamra Davis               | Joshua Allen a Dianne Houston                    | 14. listopadu 2018 |
| 74           | 8         | Master of What Is Mine Own             | Dianne Houston            | Matt Pyken a Yolonda E. Lawrence                 | 28. listopadu 2018 |
| 75           | 9         | Had It From My Father                  | Sanaa Hamri               | Diane Ademu-John a Carlito Rodriguez             | 5. prosince 2018   |
| 76           | 10        | My Fault Is Past                       | Michael Goi               | Goi Craig Brewer a Cameron Johnson               | 13. března 2019    |
| 77           | 11        | In Loving Virtue                       | Clement Virgo             | Felicia D. Henderson                             | 20. března 2019    |
| 78           | 12        | Shift and Save Yourself                | Dianne Houston            | Matt Pyken a Thomas Westfall                     | 27. března 2019    |
| 79           | 13        | Hot Blood, Hot Thoughts, Hot Deeds     | Gabourey Sidibe           | Diane Ademu-John a Evan Price                    | 3. dubna 2019      |
| 80           | 14        | Without All Remedy                     | Craig Brewer              | Jamie Rosengard                                  | 10. dubna 2019     |
| 81           | 15        | A Wise Father That Knows His Own Child | Dawn Wilkinson            | Yolonda E. Lawrence a Carlito Rodriguez          | 17. dubna 2019     |
| 82           | 16        | Never Doubt I Love                     | Darren Grant              | Joshua Allen a Thomas Westfall                   | 24. dubna 2019     |
| 83           | 17        | My Fate Cries Out                      | Paul McCrane              | Janeika James, Jasheika James a Cameron Johnson  | 1. května 2019     |
| 84           | 18        | The Roughest Day                       | Craig Brewer              | Brett Mahoney a Felicia D. Henderson             | 8. května 2019     |

### Šestá řada (2019–2020)
| Č. v seriálu | Č. v řadě | Původní název           | Režie                         | Scénář                                                                    | Premiéra v USA     |
| ------------ | --------- | ----------------------- | ----------------------------- | ------------------------------------------------------------------------- | ------------------ |
| 85           | 1         | What is Love            | Sanaa Hamri                   | Brett Mahoney a Dianne Houston                                            | 24. září 2019      |
| 86           | 2         | Got on My Knees to Pray | Mario Van Peebles             | Matt Pyken a Indira Gibson Wilson                                         | 1. října 2019      |
| 87           | 3         | You Broke Love          | Howard Deutch                 | Yolanda E. Lawrence a Marcus J. Guillory                                  | 8. října 2019      |
| 88           | 4         | Tell the Truth          | Bille Woodruff                | Jamie Rosengard a Michael Martin                                          | 15. října 2019     |
| 89           | 5         | Stronger Than My Rival  | Dawn Wilkinson                | Janeika James a Jasheika James                                            | 5. listopadu 2019  |
| 90           | 6         | Heart of Stone          | Sanaa Hamri                   | námět: Stacy A. Littlejohn a Thomas Westfall scénář: Stacy A. Littlejohn  | 12. listopadu 2019 |
| 91           | 7         | Good Enough             | Gabourey Sidibe               | Cameron Johnson a Evan Price                                              | 19. listopadu 2019 |
| 92           | 8         | Do You Remember Me      | Ruben Garcia                  | Leah Benavides Rodriguez a Carlito Rodriguez                              | 26. listopadu 2019 |
| 93           | 9         | Remember the Music      | Geary McLeod                  | Matt Pyken a Indira Gibson Wilson                                         | 3. prosince 2019   |
| 94           | 10        | Cold Cold Man           | Sanaa Hamri                   | Dianne Houston a Jamie Rosengard                                          | 17. prosince 2019  |
| 95           | 11        | Cant Truss 'Em          | Clement Virgo                 | Michael C. Martin a Cameron Johnson                                       | 3. března 2020     |
| 96           | 12        | Talk Less               | Dawn Wilkinson                | Stacy A. Littlejohn a Marcus J. Guillory                                  | 10. března 2020    |
| 97           | 13        | Come Undone             | Taraji P. Henson              | Dianne Houston a Evan Price                                               | 17. března 2020    |
| 98           | 14        | I Am Who I Am           | Ishai Setton                  | Colin Waite a Paul Eriksen                                                | 24. března 2020    |
| 99           | 15        | Love Me Still           | Dianne Houston                | Matt Pyken a Thomas Westfall                                              | 31. března 2020    |
| 100          | 16        | We Got Us               | Clement Virgo                 | Janeika James a Jasheika James                                            | 7. dubna 2020      |
| 101          | 17        | Over Everything         | Stephen D'Amato               | Jamie Rosengard a Cameron Johnson                                         | 14. dubna 2020     |
| 102          | 18        | Home is on the Way      | Geary McLeod a Bille Woodruff | Yolonda E. Lawrence, Michael C. Martin, Matt Pyken a Indira Gibson Wilson | 21. dubna 2020     |